# 宿霧市
宿霧市，菲律宾中米沙鄢大區下宿霧省的首府，位於宿霧島东侧的中部，屬高度都市化的一級收入城市。根据2015年的人口普查数据，全市约有922,611人口 ，为菲律宾第五人口大城，也是米沙鄢群島人口最多的城市。
宿霧市為宿霧大都會的中心，該都會區包括宿霧、卡爾卡爾、達瑙、拉普拉普、曼達維、那牙、塔里薩伊、康波斯特拉、康索拉辛、科尔多瓦、里洛安、明拉尼雅和聖弗南多共12個城市。截至2015年，宿霧大都會約有2,849,213人口，就人口、经济和土地面积而言，是仅次于馬尼拉大都會的菲律賓第二大都會區。
在地理位置上，宿霧市位處菲律賓的中央地帶，北邻巴兰班市和康波斯特拉市，南邻明拉尼雅市和塔里薩伊市，西邻托雷多市，东邻里洛安市、康索拉辛市和曼達維市，并隔馬克坦海峽与拉普拉普市所在的馬克坦島相望。
宿霧市是米沙鄢地區最重要的商貿、工業和教育中心，以及菲律賓主要的國際航班中心與航运港口，拥有國內约80%的航运公司，並以閒適宜人的天然海灘和豐富的海產品聞名，是一處風景優美的旅遊勝地，有「南方皇后市」之稱。作為西班牙人來到菲律賓的第一个定居点，宿霧市同時也是菲律賓歷史最悠久的城市暨菲律宾的第一个首都，被认为是基督教在远东的发源地。

## 文化
宿霧市是菲律宾重要的文化中心，最著名的地標是麥哲倫十字架，現存放在一所小禮拜堂，據稱是西班牙航海家斐迪南·麥哲倫在1521年登上菲律賓群島時設置的。
宿霧市也是頗受歡迎的仙奴諾節（Sinulog）的舉辦城市，逢一月的第三個星期日舉行，以紀念聖嬰。

## 歷史
宿霧在西班牙拓殖前已是一個興盛的村落，與明朝及其他東南亞國家建立了貿易往來，至今仍住有許多華人，並有許多道教建築。
1521年4月7日，西班牙航海家斐迪南·麥哲倫登上宿霧，受到胡瑪邦酋長（Rajah Humabon）夫婦及八百名土著人的歡迎。1521年4月14日，他們獲西班牙人施洗，成為首批菲律宾天主教徒。然而，麥哲倫未能完成航海環繞世界一周的壯舉，1521年4月27日，他在鄰近的麥丹島遭酋長拉普拉普殺害。
1565年4月27日，米格尔·洛佩斯·德莱加斯皮與奥斯定会傳教士安德烈斯·德·烏達內塔登上宿霧。1571年1月1日，莱加斯皮為宿霧更名，由「San Miguel」（聖米格爾）改為「Villa del Santíssimo Nombre de Jesús」（圣名耶稣市）。在這六年間，宿霧是新成立的西屬東印度群島的首府。

## 行政區劃
宿霧市劃分為80個描籠涯：
| - Adlaon - Agsungot - Apas - Babag - Basak Pardo - Bacayan - Banilad - Basak San Nicolas - Binaliw - Bonbon - Budla-an（Pob.） - Buhisan - Bulacao - Buot-Taup Pardo - Busay（Pob.） - Calamba - Cambinocot - Capitol Site（Pob.） - Carreta - Central（Pob.） | - Cogon Ramos（Pob.） - Cogon Pardo - Day-as - Duljo（Pob.） - Ermita（Pob.） - Guadalupe - Guba - Hippodromo - Inayawan - Kalubihan（Pob.） - Kalunasan - Kamagayan（Pob.） - Camputhaw（Pob.） - Kasambagan - Kinasang-an Pardo - Labangon - Lahug（Pob.） - Lorega（Lorega San Miguel） - Lusaran - Luz | - Mabini - Mabolo - Malubog - Mambaling - Pahina Central（Pob.） - Pahina San Nicolas - Pamutan - Pardo（Pob.） - Pari-an - Paril - Pasil - Pit-os - Pulangbato - Pung-ol-Sibugay - Punta Princesa - Quiot Pardo - Sambag I（Pob.） - Sambag II（Pob.） - San Antonio（Pob.） - San Jose | - San Nicolas Central - San Roque（Ciudad） - Santa Cruz（Pob.） - Sawang Calero（Pob.） - Sinsin - Sirao - Suba Pob.（Suba San Nicolas） - Sudlon I - Sapangdaku - T. Padilla - Tabunan - Tagbao - Talamban - Taptap - Tejero（Villa Gonzalo） - Tinago - Tisa - To-ong Pardo - Zapatera - Sudlon II |

注：根据菲律宾第9905号共和國法案，Banawa-Englis 本应是从 Guadalupe 和 Labangon 划出的第81个描籠涯，但公民投票未能通过，该法案随即失效。

## 友好城市

### 外国城市
- 澳大利亚巴拉馬打[16]
- 美国火奴鲁鲁[17]
- 美国西雅图[18]
- 美国萨利纳斯[19]
- 美国丘拉維斯塔[20]
- 墨西哥瓜达拉哈拉[21]
- 荷兰哈莱默梅尔[22]
- 比利时科特赖克[23]
- 葡萄牙薩布羅薩[24]
- 俄罗斯圣彼得堡[25]
- 俄罗斯弗拉基米尔[26]
- 中国大陆成都[27]
- 中国大陆厦门[28]
- 臺灣高雄[29]
- 韩国麗水[30]
- 日本横滨[31]

### 本国城市
- 武端（北阿古桑省）
- 达沃（南達沃省）
- 三投斯將軍（南哥打巴托省）
- 马尼拉（馬尼拉大都會）
- 奥三棉示（西米薩米斯省）
- 甲萬那端（新怡詩夏省）

## 延伸閱讀
- 麥哲倫十字架
- 宿霧中國外交官槍擊案

## 外部連結
- 官方网站
- 菲律賓標準地理代碼
- PhilAtlas.com 上对宿务市的简介 （页面存档备份，存于）
- 维基共享资源上的相關多媒體資源：宿霧市